# Atletismo nos Jogos Pan-Americanos de 1967 - Salto em distância masculino
A prova do salto em distância masculino nos Jogos Pan-Americanos de 1967 foi realizada em Winnipeg, Canadá.

## Medalhistas
| Ouro                            | Prata                         | Bronze                        |
| Ralph Boston USA Estados Unidos | Bob Beamon USA Estados Unidos | Wellesley Clayton JAM Jamaica |

## Resultados
| Posição           | Nome              | Nacionalidade      | Marca | Notas |
| ----------------- | ----------------- | ------------------ | ----- | ----- |
| Medalha de ouro   | Ralph Boston      | USA Estados Unidos | 8.29  |       |
| Medalha de prata  | Bob Beamon        | USA Estados Unidos | 8.07  |       |
| Medalha de bronze | Wellesley Clayton | JAM Jamaica        | 7.76  |       |
| 4                 | José Hernández    | CUB Cuba           | 7.50  |       |
| 5                 | Samuel Cruz       | PUR Porto Rico     | 7.41  |       |
| 6                 | Michel Charland   | CAN Canadá         | 7.37  |       |
| 7                 | Abelardo Pacheco  | CUB Cuba           | 7.17  |       |
| 8                 | Bill Greenough    | CAN Canadá         | 7.12  |       |